# 陳泰 (清朝)
陳泰（？—1655年），钮祜禄氏，滿洲鑲黃旗，清朝政治人物、清朝刑部尚書。额亦都之孙，彻尔格之子
曾任前禮部右侍郎。順治七年十二月乙巳，接替濟席哈，擔任清朝刑部尚書，后改吏部尚書。由宗室韓岱接任。
顺治十二年卒于军中，十三年正月，赐祭葬，谥忠襄。乾隆初，定封一等子。

## 延伸阅读
[在维基数据编辑]
 《清史稿/卷236》，出自趙爾巽《清史稿》
 《清史稿/卷236》